# شهرداری لنتخی
شهرداری لنتخی (گرجی: ლენტეხის მუნიციპალიტეტი) یکی از شهرداری‌های گرجستان در استان راچا-لچخومی و کومو سوانتی است. مرکز اداری آن لنتخی است.